# Chandra Crawford
Chandra Crawford (* 19. November 1983 in Canmore, Alberta) ist eine ehemalige kanadische Skilangläuferin und Olympiasiegerin im Sprintwettbewerb von Turin 2006. Ihre Schwester Rosanna Crawford ist Biathletin.

## Werdegang
Crawford begann früh mit dem Sport und fuhr zwischen ihrem 11 und ihrem 16. Lebensjahr fünf Jahre lang Rennen als Biathletin, bevor sie mit 16 Jahren zum Skilanglauf wechselte und sich allmählich auf die Sprintwettbewerbe, insbesondere im freien Stil, spezialisierte.
Ihr internationales Debüt gab Crawford mit dem Start bei den Juniorenweltmeisterschaften 2001 in Szklarska Poręba. Dort lief sie im Sprint auf Rang 27. Ab November 2001 startete die Kanadierin im Skilanglauf-Continental-Cup. In ihren ersten beiden Läufen in Silver Star blieb sie jedoch ohne Erfolge.
Bei den folgenden Juniorenweltmeisterschaften 2002 in Schonach im Schwarzwald lief sie im Sprint als 12. ins Ziel. Kurz darauf lief Crawford bei den Kanadischen Meisterschaften 2002 auf Rang 16 über 15 km sowie auch über 10 km. Nach einem durchwachsenen Jahr im Continentalcup gelang ihr bei den Juniorenweltmeisterschaften 2003 in Sollefteå nur ein schwacher 23. Platz im Sprint.
Nachdem Crawford bei den Kanadischen Meisterschaften 2004 in Charlo, New Brunswick über 5 und 10 km sowie im Sprint als Vierte und Fünfte nur knapp die Medaillenränge verpasste, bekam sie einen Startplatz im C-Kader im Rahmen des Nor-Am Cups. Nachdem Crawford dort ihre Leistungen stetig steigern konnte, gab sie am 16. Januar 2005 in Nové Město na Moravě ihr Debüt im Skilanglauf-Weltcup. Als 35. verpasste sie jedoch deutlich die Weltcup-Punkte-Ränge. Auch im Februar in Reit im Winkl kam Crawford nicht über Rang 35 im Sprint hinaus. Bei den Nordischen Skiweltmeisterschaften 2005 in Oberstdorf belegte sie im Sprint Rang 45. Das Massenstart-Rennen über 30 km für sie nicht zu Ende. Bei den Kanadischen Meisterschaften 2005 in Prince George sicherte sich Crawford mit Silber in der 10-km-Verfolgung ihre erste nationale Medaille.
Zu Beginn der Saison 2005/06 gelang Crawford in Düsseldorf als 28. erstmals der Gewinn von Weltcup-Punkten. In Vernon lief sie als Zehnte erstmals unter die besten zehn. Nach einem neunten Rang im Teamsprint von Canmore landete sie in Sprint von Oberstdorf gar auf Rang acht.
Bei den Juniorenweltmeisterschaften 2006 in Kranj blieb Crawford erneut ohne Medaille. In Davos stand sie als Dritte jedoch erstmals auf einem Weltcup-Podium. Bei den Olympischen Winterspielen 2006 in Turin gewann sie überraschend im Sprint die Goldmedaille, nachdem sie im Skiathlon nur auf einen enttäuschenden 60. Platz gelaufen war. Nach weiteren guten Punktegewinnen beendete sie die Saison auf Rang 30 der Weltcup-Gesamtwertung sowie Rang 14 der Sprintwertung.
Nach einer schwachen Skilanglauf-Weltcup 2006/07, bei der sie selbst bei den Nordischen Skiweltmeisterschaften 2007 in Sapporo ohne Top-10-Platzierung blieb, konnte sie sich zur Skilanglauf-Weltcup 2007/08 wieder deutlich steigern. So startete sie mit einem zehnten Platz in Düsseldorf. Am 26. Januar 2008 sicherte sich Crawford in Canmore ihren ersten Weltcup-Sieg. Im März war sie in Lahti ebenfalls erfolgreich. Bei den Kanadischen Meisterschaften 2008 im Callaghan Valley gewann Crawford Silber über 5 sowie über 30 km. Die Weltcup-Saison beendete sie auf Rang 23 der Gesamtwertung sowie Rang sieben der Sprintwertung.
Jedoch konnte sie dem Leistungsdruck nicht standhalten. In der Saison 2008/09 startete sie überhaupt nicht im Weltcup und auch nur zu Beginn des Winters für drei Rennen im Nor-Am Cup. Zurück in den Weltcup-Kader kam Crawford zur Saison 2009/10. Jedoch gelangen ihr anfangs nur in Düsseldorf und Canmore akzeptable Ergebnisse in den Punkterängen. Bei den folgenden Olympischen Winterspielen 2010 in Vancouver landete sie im Sprint auf Rang 26. Gemeinsam mit Daria Gaiazova, Perianne Jones und Madeleine Williams lief sie zudem in der Staffel auf Platz 15.
Bei den folgenden Kanadischen Meisterschaften 2010 in Whitehorse gewann Crawford erstmals den Titel im Sprint. Zudem gewann sie Bronze über 10 und 30 km. Zu Beginn der folgenden Saison 2010/11 musste sie das Nordic Opening in Kuusamo abbrechen, bevor ihr in Düsseldorf im Teamsprint mit Rang drei wieder eine Podestplatzierung gelang. In den Einzelweltcups blieb sie ohne weitere Erfolge. Auch bei den Nordischen Skiweltmeisterschaften 2011 in Oslo konnte die Olympiasiegerin erneut keine Medaille gewinnen.
Eine deutliche Steigerung ihrer Leistung gelang Crawford noch einmal zur Saison 2011/12. Nach Rang vier im Sprint von Düsseldorf fuhr sie im slowenischen Rogla auf den zweiten Platz. Auch beim Teamsprint von Milano stand sie als Dritte mit ihrer Teamkollegin erneut auf dem Podium. Auch bei den Kanadischen Meisterschaften 2012 sicherte sich Crawford zweimal die Top-Platzierung. So gewann sie den Titel im Sprint sowie im 30-km-Massenstartrennen.
Nach einem erneuten Leistungseinbruch verpasste Crawford die Qualifikation für die Nordischen Skiweltmeisterschaften 2013 im Val di Fiemme. Trotz auch danach ausbleibender Erfolge im Weltcup startete Crawford im Alter von zwischenzeitlich 30 Jahren bei den Olympischen Winterspielen 2014 in Sotschi und belegte dort den 44. Platz im Sprintrennen, nachdem sie bereits in der Qualifikation ausgeschieden war.
Im März 2014 erklärte Chandra Crawford ihren Rücktritt vom aktiven Leistungssport.

## Erfolge

### Weltcupsiege im Einzel
| Nr. | Datum           | Ort     | Land     | Disziplin |
| --- | --------------- | ------- | -------- | --------- |
| 1   | 26. Januar 2008 | Canmore | Kanada   | Sprint    |
| 2   | 1. März 2008    | Lahti   | Finnland | Sprint    |

### Weltcup-Statistik
Die Tabelle zeigt die erreichten Platzierungen im Einzelnen.
- 1.–3. Platz: Anzahl der Podiumsplatzierungen
- Top 10: Anzahl der Platzierungen unter den ersten zehn
- Punkteränge: Anzahl der Platzierungen innerhalb der Punkteränge
- Starts: Anzahl gelaufener Rennen in der jeweiligen Disziplin
- Hinweis: Bei den Distanzrennen erfolgt die Einordnung gemäß FIS.

| Platzierung         | Distanzrennen a | Distanzrennen a | Distanzrennen a | Distanzrennen a | Distanzrennen a | Skiathlon Verfolgung | Sprint | Etappen- rennen b | Gesamt | Team c | Team c  |
| Platzierung         | ≤ 5 km          | ≤ 10 km         | ≤ 15 km         | ≤ 30 km         | > 30 km         | Skiathlon Verfolgung | Sprint | Etappen- rennen b | Gesamt | Sprint | Staffel |
| ------------------- | --------------- | --------------- | --------------- | --------------- | --------------- | -------------------- | ------ | ----------------- | ------ | ------ | ------- |
| 1. Platz            |                 |                 |                 |                 |                 |                      | 2      |                   | 2      |        |         |
| 2. Platz            |                 |                 |                 |                 |                 |                      | 1      |                   | 1      |        |         |
| 3. Platz            |                 |                 |                 |                 |                 |                      | 2      |                   | 2      | 2      |         |
| Top 10              |                 |                 |                 |                 |                 |                      | 16     |                   | 16     | 6      | 1       |
| Punkteränge         |                 |                 |                 |                 |                 |                      | 34     |                   | 34     | 9      | 2       |
| Starts              | 4               | 17              | 2               |                 |                 | 6                    | 55     | 3                 | 87     | 9      | 2       |
| Stand: Karriereende |                 |                 |                 |                 |                 |                      |        |                   |        |        |         |